# Mamadou Konaté (photographe)
Pour les articles homonymes, voir Mamadou Konaté et Konaté.
Mamadou Konaté est un photographe malien né en 1959 à Bamako.
Mamadou Konaté débute dans la photographie en 1988. Dirigeant le studio Kela Phox à Bamako, il réalise des reportages de mariages, de baptêmes… Il s’intéresse également aux objets et des détails de la vie quotidienne .
Mamadou Konaté a créé une association dénommé Farafina dont le but est de créer une photothèque.

## Expositions
- 2008 : Fêtes et Mariages Centre culturel français de Bamako
- 2013 « Bamako Photo in Paris », Carré de Baudouin, Paris[3].